# Javron-les-Chapelles
Javron-les-Chapelles is een gemeente in het Franse departement Mayenne (regio Pays de la Loire). De plaats maakt deel uit van het arrondissement Mayenne. Javron-les-Chapelles telde op 1 januari 2022 1.343 inwoners.

## Geografie
De oppervlakte van Javron-les-Chapelles bedroeg op 1 januari 2022 38,13 vierkante kilometer; de bevolkingsdichtheid was toen 35,2 inwoners per km².

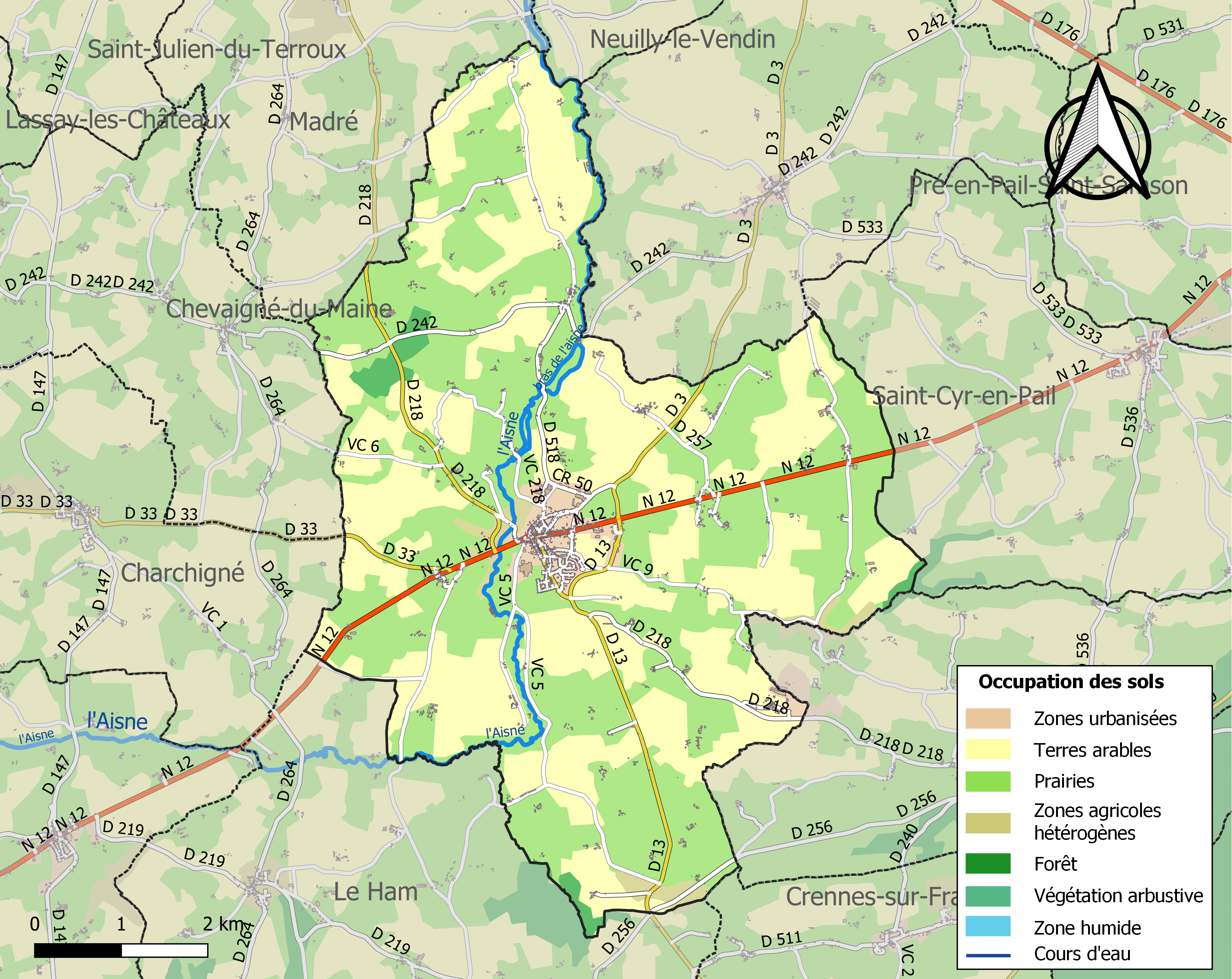
Kaart van de gemeente met de belangrijkste infrastructuur, bodemgebruik en omliggende gemeenten

## Demografie
Onderstaande figuur toont het verloop van het inwonertal (bron: INSEE-tellingen).